# ناووانگاما
ناووانگاما (به لاتین: Nawangama) یک منطقهٔ مسکونی در سری‌لانکا است که در استان مرکزی (سری‌لانکا) واقع شده‌است.